# Yongjinglong
Yongjinglong là một chi khủng long, được Li L. Li D. Q. You & Dodson mô tả khoa học năm 2014.